# Papa Charlie Jackson
Papa Charlie Jackson (New Orleans, 10 novembre 1887 – Chicago, 7 maggio 1938) è stato un musicista statunitense, tra i primi bluesman americani e songster della storia.
Solitamente suonava il banjo a quattro corde, la chitarra o l'ukulele. Cominciò a registrare nel 1924. Molto nella sua vita rimane un mistero, nacque probabilmente a New Orleans, e morì a Chicago nel 1938.
La sua carriera di musicista iniziò nei minstrel e nei medicine show. Fu un importante ed influente figura nella storia del blues, difatti fu il primo cantante maschio di colore a registrare un brano blues, sebbene con l'impostazione ancora da folk singer e quindi effettivamente più vicino al folk che non al blues. Molti brani scritti da lui, sono diventati classici della storia del blues come Spoonful o Salty Dog.